# 亮斑
亮斑又稱為銀斑，是一種銅器或青銅器裝飾工藝，可以使銅器的表面形成銀白色的亮斑。在春秋和戰國時期的兵器表面尤為常見。

## 方法
以富錫膏在銅器表面塗繪出紋飾（如：斑點），然後加熱。經加熱後會擴散，繼而令銅器表面形成銀白色富錫亮斑。